# スイス国鉄De6/6形電気機関車

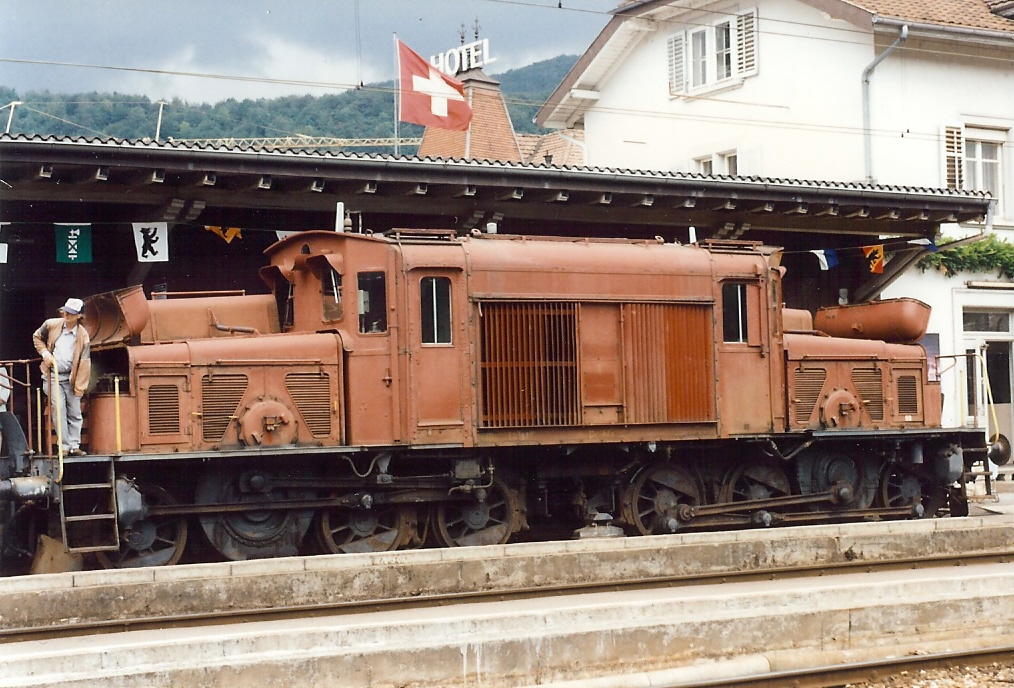
De6/6 15301号機、オエンジンゲン-バルシュタル鉄道で整備中の姿

スイス国鉄De6/6形電気機関車（スイスこくてつDe6/6がたでんききかんしゃ）は、スイスのスイス連邦鉄道（SBB: Schweizerische Bundesbahnen、スイス国鉄）のゼータル線で使用された支線用ロッド駆動式電気機関車である。

## 概要
スイス国鉄が1922年にスイス国鉄に編入したゼータル線用の電気機関車として製造した6軸の電気機関車で、当時ゴッタルドルートで使用されていたCe6/8II形やレーティッシュ鉄道のGe6/6I形をベースとした構造として、電機品をBBCが、車体、機械部分、台車の製造をSLMがそれぞれ担当して3両が製造されている。本機はロッド駆動と低圧タップ切換制御により、1時間定格出力860kWと牽引力113kNを発揮し、「クロコダイル」と呼ばれるCe6/8II形や「レーティッシュ・クロコダイル」と呼ばれるレーティッシュ鉄道のGe6/6I形に対して「ゼータル・クロコダイル」と呼ばれる機体であり、各製造ロットごとの機番とSLM機番、製造年、機械品/電機品製造メーカーは下記のとおりである。
- 15301-15303 - 1926年 - SLM/BBC

## 仕様

### 車体
- 車体はベースとなったCe6/8II形やレーティッシュ鉄道のGe6/6I形と類似の中央の車体部分と前後の台車およびボンネット部分の3分割構成のクロコダイル機の形態となっている。前後の台車およびボンネット部分は前後を連結棒で連結しており、前後それぞれの台車上に車体が載る構造となっており、牽引力は前後の台車間で伝達され、車体には力がかからない構造となっており、この構造もCe6/8II形と同一である[3]。
- 車体部分は端部を絞ったこの時代のスイス製電気機関車の標準スタイルであるが、機械室部分と運転室部分に段差がないのがこの時代の機関車としては特徴的である。正面は庇付の縦長の2枚窓となっている。
- 正面にはデッキが設置され、デッキ手すり下部左右に2箇所と車体上部中央に埋込式に1箇所の計3箇所に丸型の前照灯が設置されており、連結器は台車取付のねじ式連結器で緩衝器（バッファ）が左右、フック・リングが中央にあるタイプであり、その上に連結間の渡り板を設置している。
- 運転室はスイスやドイツで一般的な円形のハンドル式のマスターコントローラーが設置され、当時は標準であった立って運転する形態となっているが、運転手用と助手用の簡単な補助席が設けられている。また、運転台がこの時代のスイス国鉄の電気機関車の右側ではなく左側にある[4]のが特徴で、運転室の運転台側の側面と反運転台側の車体隅部に下降式窓付きの乗務員室扉を、反運転台側の側面に下降式窓を設置している。なお、後年になって運転台側の乗務員室扉が順次埋められ、反運転台側の側面窓にはバックミラーが設置されている。
- 車体中央の機械室の側面壁は機器載替等を考慮して全面取外式となっており、タップ切換器、主変圧器、主開閉器、主変圧器冷却油冷却機などが設置され、側面左側はほぼ全面に冷却気取入用の大型のルーバーが設置され、右側中央には1箇所の採光窓のみが設けられており、車体左右で形態が大きく異なっている。また、車体屋根上中央には大形のパンタグラフが1基設置されている。
- 前後のボンネット内には各1基ずつの主電動機が台枠上に設置された主電動機設置枠上に設置され、各主電動機前部に主電動機冷却用送風機および補機類が設置されており、正面および側面には冷却気取入用ルーバーが設けられている。
- 製造時はスイス国鉄標準の茶色車体であったが、1954年以降順次緑色となり、その後1980年代には濃赤色となっている。また、車体側面中央とボンネット正面に機番のプレートが設置され、屋根および屋根上機器がライトグレー、床下機器と台車は黒であった。

### 走行機器
- 制御方式は低圧タップ切換制御を採用し、主電動機の電圧をタップ切換装置で13段で制御する。主変圧器は油冷式で車体内に設置されており、主電動機用の出力のほか、補機用、暖房用の出力を用意している。また、製造当初よりAC5.5kV 25HzおよびAC15kV 16.7Hzの双方に対応している。
- ブレーキ装置はウェスティングハウス式の空気ブレーキと手ブレーキを装備していたが、電気ブレーキは装備されていなかった。
- 車軸配置はC'C'で主台枠は鋼板を使用した板台枠式で、各台車とも動輪径は1040mmのスポーク車輪の動輪3軸から構成され、第2動輪に左右各6mmの横動量が設定されている。また、各動軸の軸重は均等ではなく、前位側から11.8t、12.2t、12.1t、11.9t、12.5t、12.5tに設定されている。
- 各台車の車体中央寄りの2軸の軸間距離1450mmの中心の725mmの位置の台車上部に下心皿があり、車体下部に4150mm間隔で設けられた上心皿が載る構造となっている。
- 駆動装置はレーティッシュ鉄道のGe6/6I形や1926-27年に製造されたCe6/8III形で採用された斜めロッド式駆動装置[5]で、主電動機軸の有効径338.53mmの小歯車から歯車比3.75の1段減速で有効径1269.47mmのジャック軸を駆動し、そこからはロッドで車体中央寄りの動輪を駆動し、さらにそこからロッドでその他の動輪へ動力を伝達する方式である。
- 主電動機は大形の交流整流子電動機で、1時間定格出力は490kW×2台、連続定格出力425kW×2台で、冷却は冷却ファンによる強制通風で、ボンネット内に設置された冷却ファンから冷却気が送風される。
- 補機類としては、パンタグラフを1基、主開閉器は油遮断器を1基搭載するほか、主変圧器冷却油冷却機1台、主電動機冷却ファン2台、電動空気圧縮機1台、いずれも主変圧器からのAC電源駆動のものを搭載している。

### 主要諸元
- 軌間：1435mm
- 電気方式：AC5.5kV 25Hz（1930年まで）、AC15kV 16.7Hz（1930年以降） 架空線式
- 最大寸法：全長14060mm、屋根高3800m、全高4560mm（パンタグラフ折畳時）
- 軸配置：C'C'
- 全軸距：10800mm
- 台車中心間距離：4150mm
- 軸距：2600+1450=4050mm
- 動輪径：1040mm
- 減速比：3.75
- 運転整備重量：73.0t
- 動輪周上重量：73.0t
- 走行装置
  - 主制御装置：低圧タップ切換制御
  - 主電動機：交流整流子電動機×2台
  - 主電動機出力：1時間定格出力490kW、連続定格出力425kW
- 性能
  - 動輪周上出力：1時間定格出力860kW、連続定格出力764kW
  - 牽引力：1時間定格113kN、最大176kN
  - 牽引トン数：200t（36パーミル、20km/h）
- 定格速度：1時間定格27.5km/h、連続定格29km/h
- 最高速度：40km/h（製造時）、45km/h（1926年以降）、50km/h（1939年以降）
- ブレーキ装置：手ブレーキ、空気ブレーキ

## 運行・廃車
- 本機はルツェルン近郊のスイス国鉄のゼータル線のほぼ専用機として使用されていた。
- ゼータル線[6]が運営していたものを1922年に国有化したもので、42.1kmの本線と1997年に廃止となった8.0kmの支線からなり、高度は本線は海抜406-521m、支線は520-650m、最急勾配36パーミル、電化方式AC5.5kV 25Hzであったが、1930年にスイス国鉄の他の路線と同じAC15kV 16.7Hzに変更されている。
- 本機は1926年の製造以降ルツェルンに配置されてゼータル線で使用されていたが、一時的に他線区で使用されることがあり、1926-29年には15303号機がベリンツォーナに配置されて入換機として使用され、1929-31年には15302号機がチアッソに配置されて貨物列車の牽引に使用されたのが長期にわたりゼータル線を離れた例である。
- ゼータル線では旅客列車および貨物列車の牽引に使用されていたが、1983年1月に15302号機、3月に15303号機、4月には15301号機が廃車となっている。

## 譲渡
- 1983年4月に廃車となった15301号機はオエンジンゲン-バルシュタル鉄道[7]に譲渡されて、同じDe6/6形15301号機として主に貨物列車の牽引に使用された。
- 1990年には主変圧器の暖房回路の不具合により運行が不能となったため修理が検討され、鉄道車両の修理団体[8]が設立されて1995年から大掛かりな解体修理が実施されて各部の補修、手入れがなされたほか、部品のなかった主変圧器はベルン-レッチュベルク-シンプロン鉄道[9]の旧型電気機関車であるCe4/4形316号機から、主開閉器はRe410形10033号機からそれぞれ流用して、最終的には2008年に作業が終了している。